# Coquillettidia chrysonotum
Coquillettidia chrysonotum är en tvåvingeart som först beskrevs av Peryassu 1922.  Coquillettidia chrysonotum ingår i släktet Coquillettidia och familjen stickmyggor. Inga underarter finns listade i Catalogue of Life.